# Оксана Щур
Оксана Щур (*1986, Україна*) — українська письменниця, журналістка, літературознавиця та перекладачка. Авторка книжки есеїв «Кассандра помиляється раз» (2025), яка поєднує особисту й культурну рефлексію на тему війни, поколіннєвої ідентичності та інтелектуального досвіду в сучасній Україні.

## Біографія
Випускниця НаУКМА. Журналістська діяльність Щур охоплює публікації в таких виданнях, як LB.ua, Українська правда, Суспільне.Культура, Український тиждень, Читомо, Коридор, Гендер в деталях, ЛітАкцент, серед інших.
У 2017–2022 роках працювала кураторкою програм Міжнародного фестивалю «Книжковий Арсенал» та очолювала Літературну лабораторію Національного мистецького та музейного комплексу «Мистецький арсенал».
З 2022 року мешкає у Берліні.

## Творчість і погляди
Книжка «Кассандра помиляється раз» (2023) є спробою зафіксувати «інтелектуальний ландшафт покоління» крізь досвід війни, дорослішання, культурної мобілізації та критичного мислення. Авторка говорить про текст як форму дії й пам’яті, а письмо — як спосіб артикуляції того, що здається невимовним.
На сайті «Гендер в деталях» Щур публікувала статті, в яких досліджує гендерні аспекти української культури, зокрема репрезентації фемінізму, насильства й емансипації в літературі. Також регулярно звертається до аналізу культурних кодів сучасності, зокрема в есеїстиці на межі журналістики, філософії та критики.

## Перекладацька діяльність
- Втрачене літо. Дойчланд курить на балконі — переклад книжки Владіміра Камінера (2021), спільно з Сергієм Жаданом [1]
- Статистична ймовірність кохання з першого погляду — переклад роману Дженніфер Сміт (2024) [2]

## Книжки
- Кассандра помиляється раз (2025) — збірка есеїв, які поєднують рефлексії про війну, культуру, ідентичність і поколіннєву оптику. Книжка вийшла у видавництві «Човен».

## Проєкти
- «Фокстроти» – дискотека поетів Розстріляного відродження (2021) — спільно з Юрієм Гуржи та Сергієм Жаданом.
- Ukrainian Songs of Love And Hate (2022) — поетична рефлексія на війну, створена з Юрієм Гуржи, Іреною Карпою, Григорієм Семенчуком та Любою Якимчук.

Також співупорядниця антології *Stimmen gegen Krieg* (Австрія–Україна, 2022).
Її твори перекладено англійською, німецькою, польською, румунською, латиською, чеською мовами.